# Karklinka
Karklinka (lit. Karklinka) – dawny chutor na Litwie, w okręgu wileńskim, w rejonie święciańskim, w gminie Strunojcie.
Miejscowość została zlikwidowana w 2015 roku.

## Historia
W czasach zaborów zaścianek w gminie Święciany, w powiecie święciańskim, w guberni wileńskiej Imperium Rosyjskiego.
W dwudziestoleciu międzywojennym wieś leżała w Polsce, w województwie wileńskim, w powiecie święciańskim, w gminie Święciany a następnie w gminie Łyngmiany.
Miejscowość należała do parafii rzymskokatolickiej w Święcianach. Podlegała pod Sąd Grodzki w Święcianach i Okręgowy w Wilnie; właściwy urząd pocztowy mieścił się w Święcianach.
W 1931 w 1 domu zamieszkiwało 7 osób.
Od 1945 roku w Litewskiej Socjalistycznej Republice Radzieckiej.
Od 1991 roku na niepodległej Litwie.